# Barkocińskie Jezioro
Barkocińskie Jezioro (kasz. Jezoro Barkòczëńsczé) – przepływowe jezioro wytopiskowe w Polsce położone na Pojezierzu Kaszubskim w województwie pomorskim, w powiecie kościerskim, w gminie Nowa Karczma. Jezioro znajduje się na obszarze wsi Nowy Barkoczyn.
Powierzchnia zwierciadła wody według różnych źródeł wynosi od 8,5 ha do 12,24 do ha.